# Гей-Рівер-Дене 1
Гей-Рівер-Дене 1 (англ. Hay River Dene 1) — індіанська резервація в Канаді, у  Північно-західних територіях.

## Населення
За даними перепису 2016 року, індіанська резервація нараховувала 309 осіб, показавши зростання на 5,8%, порівняно з 2011-м роком. Середня густина населення становила 2,3 осіб/км².
З офіційних мов обидвома одночасно володіли 5 жителів, тільки англійською — 300. Усього 70 осіб вважали рідною мовою не одну з офіційних, з них усі — одну з корінних мов.
Працездатне населення становило 56,5% усього населення, рівень безробіття — 19,2%.

## Клімат
Резервація знаходиться у зоні, котра характеризується континентальним субарктичним кліматом. Найтепліший місяць — липень із середньою температурою 16.1 °C (61 °F). Найхолодніший місяць — січень, із середньою температурою -21.8 °С (-7.2 °F).
| Клімат Гей-Рівер-Дене 1 | Клімат Гей-Рівер-Дене 1 | Клімат Гей-Рівер-Дене 1 | Клімат Гей-Рівер-Дене 1 | Клімат Гей-Рівер-Дене 1 | Клімат Гей-Рівер-Дене 1 | Клімат Гей-Рівер-Дене 1 | Клімат Гей-Рівер-Дене 1 | Клімат Гей-Рівер-Дене 1 | Клімат Гей-Рівер-Дене 1 | Клімат Гей-Рівер-Дене 1 | Клімат Гей-Рівер-Дене 1 | Клімат Гей-Рівер-Дене 1 | Клімат Гей-Рівер-Дене 1 |
| Показник                | Січ.                    | Лют.                    | Бер.                    | Квіт.                   | Трав.                   | Черв.                   | Лип.                    | Серп.                   | Вер.                    | Жовт.                   | Лист.                   | Груд.                   | Рік                     |
| Абсолютний максимум, °C | 10,7                    | 13,9                    | 15,6                    | 26                      | 33,3                    | 34                      | 35                      | 36,7                    | 30                      | 25,4                    | 15                      | 12,2                    | 36,7                    |
| Середній максимум, °C   | −17,3                   | −14,2                   | −7,8                    | 2,9                     | 10,7                    | 18                      | 21,2                    | 19,6                    | 13,2                    | 4,1                     | −7,7                    | −14,4                   | 2,4                     |
| Середня температура, °C | −21,8                   | −19,6                   | −13,8                   | −2,7                    | 5,4                     | 12,5                    | 16,1                    | 14,6                    | 8,7                     | 0,5                     | −11,6                   | −18,8                   | −2,5                    |
| Середній мінімум, °C    | −26,2                   | −24,9                   | −19,8                   | −8,1                    | 0                       | 7                       | 10,9                    | 9,5                     | 4,1                     | −3,2                    | −15,4                   | −23,1                   | −7,4                    |
| Абсолютний мінімум, °C  | −47,8                   | −48,3                   | −44,4                   | −38,9                   | −20,5                   | −5,6                    | 0,7                     | −1,1                    | −11,7                   | −24,3                   | −40,8                   | −47,2                   | −48,3                   |
| Норма опадів, мм        | 16.4                    | 14.3                    | 14.4                    | 12.6                    | 23.3                    | 31.9                    | 43                      | 58.7                    | 44.6                    | 35.7                    | 24.8                    | 16.8                    | 336.4                   |
| Днів з опадами          | 12                      | 9,4                     | 8,5                     | 5,6                     | 8,4                     | 8,6                     | 9,5                     | 11                      | 11,4                    | 13,1                    | 14                      | 12,1                    | 123,6                   |
| Днів з дощем            | 0,1                     | 0,2                     | 0,2                     | 2                       | 6,7                     | 8,8                     | 9,9                     | 11,3                    | 11,9                    | 6,2                     | 1                       | 0,6                     | 58,9                    |
| Днів зі снігом          | 12                      | 9,4                     | 8,5                     | 4,2                     | 1,9                     | 0,1                     | 0                       | 0                       | 0,9                     | 8,5                     | 13,8                    | 12,1                    | 71,4                    |
| Вологість повітря, %    | 79                      | 75                      | 73                      | 72                      | 70                      | 71                      | 71                      | 72                      | 77                      | 77                      | 81                      | 80                      | 75                      |
| ----------------------- | ----------------------- | ----------------------- | ----------------------- | ----------------------- | ----------------------- | ----------------------- | ----------------------- | ----------------------- | ----------------------- | ----------------------- | ----------------------- | ----------------------- | ----------------------- |
| Джерело: Weatherbase    |                         |                         |                         |                         |                         |                         |                         |                         |                         |                         |                         |                         |                         |